# Nidec Copal Corporation
Nidec Copal Corporation est une entreprise japonaise d'optique, d'électronique et d'équipements mécaniques, initialement  pour l'industrie photographique. 
Elle a été fondée en 1946 sous le nom Copal Corporation. C'est une filiale du groupe Nidec Corp.
Nidec Copal Corp produit en particulier des obturateurs pour appareils photos.